# I Need You (canção de Paris Hilton)
"I Need You" é uma canção gravada pela socialite americana Paris Hilton. Heiress Records lançou-a como um download digital em 14 de fevereiro de 2018 (Dia dos Namorados). Michael Green produziu "I Need You" e co-escreveu com Hilton e Simon Wilcox. A música vazou em 2010, mas Hilton esclareceu que ela re-gravou partes dos vocais e instrumental como uma dedicação à seu então noivo Chris Zylka. É uma balada doo-wop e pop que apresenta trocadilhos relacionados ao feriado sobre o amor. Green usou a música dos anos 50 como inspiração para o som do single; críticos de música notaram que isso era uma mudança nos lançamentos pop e dance orientados para Hilton.
"I Need You" foi elogiado pelos críticos, em parte pela decisão de Hilton de experimentar um gênero musical diferente. Atingiu o número 31 na parada Dance Club Songs Billboard chart, a quinta aparição de Hilton. Um videoclipe, dirigido por Zylka, foi lançado em 14 de fevereiro de 2018, através da conta oficial do Hilton no YouTube. Hilton disse que a performance de Marilyn Monroe de "I Wanna Be Loved by You" do filme de 1959 Some Like It Hot e "Jessica Rabbit" inspirou o vídeo. Nele, Hilton usa lingerie, posa em uma cama coberta de pétalas de rosas vermelhas e sai de dentro de um bolo. Comentaristas descreveram a cena da cama como uma homenagem à personagem Angela Hayes do filme American Beauty, de 1999. Remixes de vários artistas, incluindo Hector Fonseca, foram feitos para promover a faixa.

## Gravação e lançamento
Paris Hilton co-escreveu "I Need You" com seu produtor Michael Green e o compositor Simon Wilcox para seu segundo álbum de estúdio. Ao receber a faixa instrumental, Hilton descreveu como "a primeira vez que alguém me mandou uma música que eu imediatamente era, eu poderia escrever isso imediatamente", e disse que ela escreveu a letra em "algumas horas". Heiress lançou como download digital em 14 de fevereiro de 2018. "I Need You" foi o primeiro single de Hilton em três anos, após seu lançamento de 2015 "High Off My Love", e sua primeira balada. Uma semana antes do lançamento da música, ela postou fotos do videoclipe em sua conta no Instagram como parte de uma contagem regressiva. Ao descrever a direção de seu segundo álbum, Hilton esclareceu que seria mais orientado por dance, e explicou que "I Need You" seria "a única música lá como esta".
Embora Hilton tenha promovido isso como um "novo single" em suas mídias sociais, a música vazou em 2010; críticos de música acreditavam que era uma faixa de seu segundo álbum de estúdio, inicialmente previsto para lançamento no outono ou inverno daquele ano. Hilton disse que regravou vários dos vocais e instrumental, e lançou-o como uma dedicação ao seu então noivo Chris Zylka; ela explicou: "Naquele momento da minha vida [quando eu o escrevi], eu não estava com ninguém, então esse é o ponto perfeito da minha vida para liberá-lo, porque agora as palavras definitivamente significam alguma coisa." Hilton mostrou a música para Zylka enquanto eles estavam voltando para casa do estúdio de gravação; ele chorou ao ouvir isso.

## Composição e letra
Durando três minutos e 35 segundos, "I Need You" é uma balada doo-wop e pop que apresenta letras sobre o amor. Green referenciou a música dos anos 50 como inspiração para a composição do single. Afastando-se dos lançamentos pop e dance-oriented para Hilton, ela disse que queria gravar "algo atemporal e clássico". Hilton descreveu "I Need You" como "a melhor música do Dia dos Namorados", e "uma música que as pessoas pudessem ouvir, sorrir e curtir".
Eileen Reslen, da Cosmopolitan, escreveu que "I Need You" tem um som mais suave em comparação com seus singles de 2006 "Stars Are Blind" e "Nothing in This World". Raisa Bruner, da Time, descreveu o single como "uma vibe adocicada doo-wop", e vários comentaristas notaram que Hilton usa "vozes ofegantes". O escritor da revista Out, Hilton Dresden, descreveu as letras como "exagerado, xaroposo e sufocante", Michael Michael da Paper determinou que a canção era sobre uma "carência profunda" e um desejo de compartilhar um dia com um outro significativo.
A faixa começa com Hilton dizendo: "Babe, eu te amo tanto que escrevi essa música para você. Eu preciso de você." Hilton fala sobre o amor cantando que "nunca perderá de vista as razões pelas quais eu te amo". As letras incluem trocadilhos relacionados a feriados: "Eu quero ser o coelho na sua Páscoa. Ela descreve a segurança sentida em seu relacionamento cantando: "Você me faz querer ser a mulher que eu sempre quis ser."

## Recepção
A resposta crítica foi em grande parte positiva. Vulture.com incluiu "I Need You" em sua lista das melhores músicas para a semana de 14 de fevereiro de 2018, e sua lista de reprodução das Melhores Músicas da Semana de 2018. Mike Wass, do Idolator, descreveu Hilton como "a verdadeira mensageira do amor" em vez de cupido durante a faixa.
Comercialmente, "I Need You" estreou no número 48 e atingiu o número 32 na parada Dance Club Songs Billboard chart. Ele marcou a quinta aparição de Hilton no gráfico, depois de "Stars Are Blind", "Turn It Up", "Nothing in This World" e "High Off My Love". De acordo com Cait Munro da Refinery29, a música não teve tanto sucesso comercial quanto "Stars Are Blind", que ela rotulou de "hit cult".

## Lista de músicas
| Download digital |              |         |  |
| N.º              | Título       | Duração |  |
| 1.               | "I Need You" | 3:35    |  |

## Desempenho nas tabelas musicais
| Tabela musical (2018)                       | Melhor posição |
| ------------------------------------------- | -------------- |
| Estados Unidos (Billboard Dance Club Songs) | 32             |

## Histórico de lançamentos
| Região | Data                    | Formato          | Gravadora |
| ------ | ----------------------- | ---------------- | --------- |
| Mundo  | 14 de fevereiro de 2018 | Download digital | Heiress   |